# デイル・ドーテン
デイル・ドーテン（DALE DAUTEN、1950年 - ）は米国におけるビジネス分野のコラムニスト。
アリゾナ州立大学およびスタンフォード大学のMBAにおいてイノベーションおよびその体現者についての関心を深める。Lumina Corporationの社長であり、The Innovator's Labの創設者でもあり起業家・実務家の顔をも併せ持つ。
1980年に、マーケティングリサーチ専門会社であるリサーチ・リソーセスを起業する。マクドナルド、3M、P&Gなどの国際的大企業を顧客に抱える。
1991年に新聞に発表した経済コラムが好評を博したことから、執筆業を開始。連載しているコラムは100社以上の新聞社に配信されており、多数の愛読者を持つ。
執筆業の他には企業講演、従業員訓練やキャリアセミナーの開催といった活動もしている。